# Thurne
Thurne är en civil parish i Storbritannien.   Den ligger i grevskapet Norfolk och riksdelen England, i den sydöstra delen av landet, 170 km nordost om huvudstaden London. Antalet invånare är 116. Arean är 2,7 kvadratkilometer.
Terrängen i Thurne är mycket platt.